# قانون اجازه رعایت احوال شخصیه ایرانیان غیر شیعه در محاکم
قانون اجازه رعایت احوال شخصیه ایرانیان غیر شیعه در محاکم قانونی است که نسبت به احوال شخصیه و حقوق ارثیه و وصیت ایرانیان غیر شیعه‌ای که مذهب آنان به رسمیت شناخته شده در ماده واحده و سه بند وضع گردید و به تصویب کمیسیون قوانین عدلیه مجلس شورای ملی رسید.